# Flowers
Flowers je osmi album The Rolling Stonesa, izdan je samo u SAD-u. Postigao je solidan komercijalni uspjeh te je dosegao treće mjesto američke top ljestvice albuma

## Popis pjesama
1. "Ruby Tuesday" – 3:17
2. "Have You Seen Your Mother, Baby, Standing in the Shadow?" – 2:34
3. "Let's Spend the Night Together" – 3:36
4. "Lady Jane" – 3:08
5. "Out of Time" – 3:41
6. "My Girl" – 2:38
7. "Back Street Girl" – 3:26
8. "Please Go Home" – 3:17
9. "Mother's Little Helper" – 2:46
10. "Take It or Leave It" – 2:46
11. "Ride On, Baby" – 2:52
12. "Sittin' On A Fence" – 3:03

## Top ljestvice

### Album
| Godina | Ljestvica            | Pozicija |
| ------ | -------------------- | -------- |
| 1967.  | Billboard Pop Albumi | #3       |

## Članovi sastava na albumu
- Mick Jagger - pjevač, usna harmonika,
- Keith Richards - gitara, pjevač
- Brian Jones - gitara, pjevač
- Charlie Watts - bubnjevi
- Bill Wyman - bas-gitara

## Vanjske poveznice
- allmusic.com - Flowers